# 小規模企業共済等掛金控除
小規模企業共済等掛金控除（しょうきぼきぎょうきょうさいとうかけきんこうじょ）とは、所得税及び住民税の所得控除の一つで、小規模企業共済等の掛金を支払った場合に所得金額から控除されるものである。（所得税法第75条、地方税法第314条の2）

## 制度の内容
小規模企業共済や確定拠出年金の掛金を支払った方がその者の総所得金額、退職所得金額又は山林所得金額から所定の金額が控除される制度であり、物的控除である。控除額は、その年に支払った金額の全額。但し、前納した場合は按分計算するが、前納期間が1年の場合はその全額を控除できる（所得税法基本通達）。
小規模企業共済等掛金とは、次のものを指す（所得税法第75条第2項）。
1. 小規模企業共済法第2条第2項に規定する共済契約（一定のものを除く）に基づく掛金。中小企業基盤整備機構の運営する小規模企業共済の掛金。
2. 確定拠出年金の掛金
  1. 確定拠出年金法第3条第3項第7号の2に規定する企業型年金加入者掛金
  2. 確定拠出年金法第55条第2項第4号に規定する個人型年金（iDeCo）加入者掛金
3. 地方公共団体が心身障害者に関して実施する扶養共済制度で、一定の定めに基づく掛金（給付が非課税に該当するもの）

確定申告または年末調整時に、支払った掛金の証明書原本が必要となる。
給与所得の源泉徴収票では、社会保険料等の金額欄の上段に内書きで示された上で下段に社会保険料控除額との合計額が記載される。